# Etrog

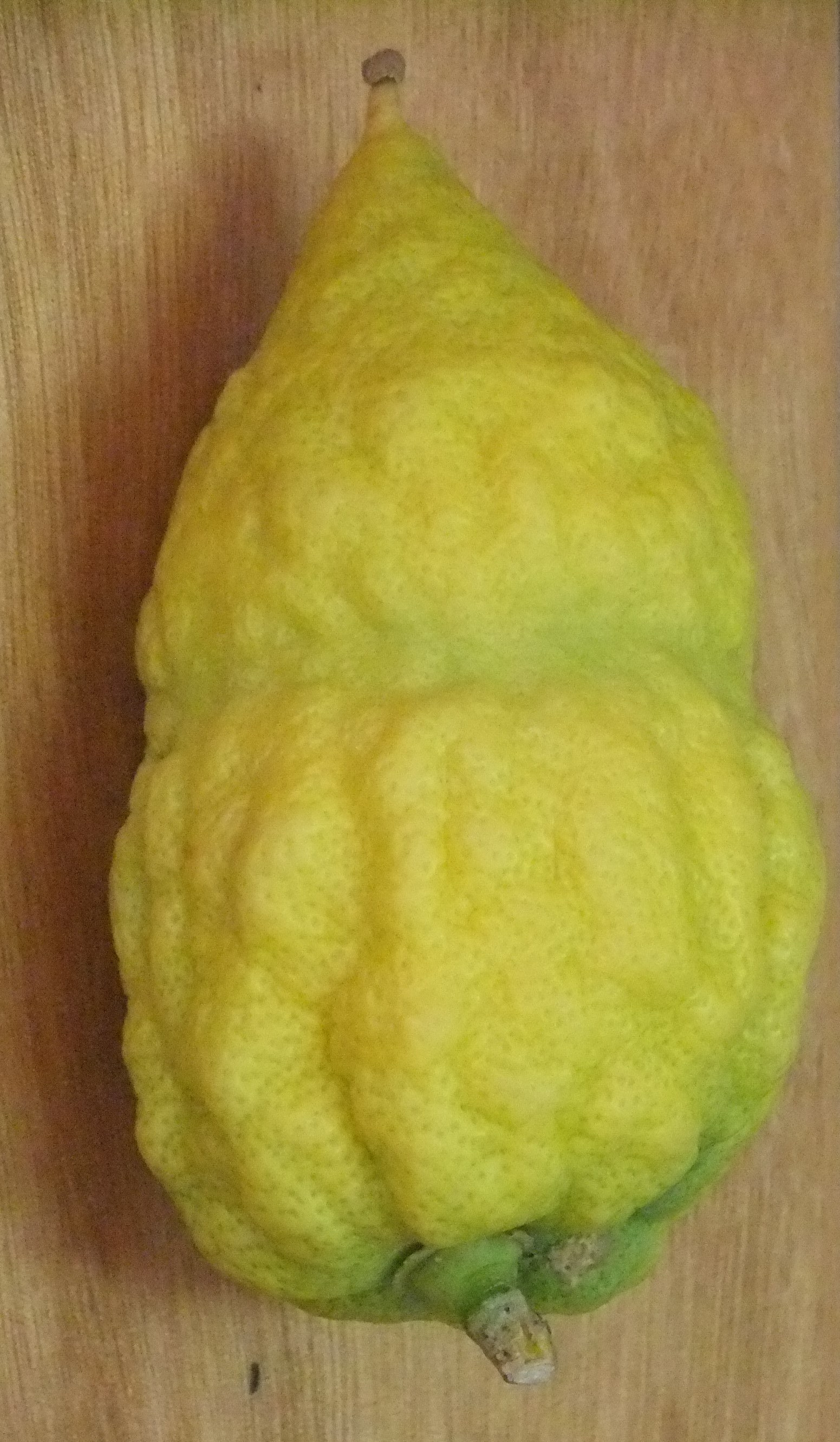
Un Etrog israelí, con pitam y gartel.

El Etrog (hebreo: אֶתְרוֹג) es una variedad del limón amarillo, cidro o Citrus medica utilizada por el pueblo judío durante la festividad de Sucot. Mientras que en el hebreo moderno es el nombre de cualquier variedad de cidra, su uso en inglés se aplica a las variedades específicas utilizadas como una de las cuatro especies de la festividad.

## Etimología
La romanización como Etrog es de acuerdo con la pronunciación sefardí, que influencia mayoritariamente al hebreo moderno. Tanto la pronunciación ashkenazi como en yiddish, es esrog o esrig. Rara vez también es transliterado como ethrogh, incluso en el ambiente académico, que se guía por la pronunciación yemenita del hebreo. La palabra hebrea se cree que deriva del nombre persa para la fruta, turung, la cual probablemente fue prestada su vez del arameo. Nada lejano del castellano toronja.

### Referencias Bíblicas

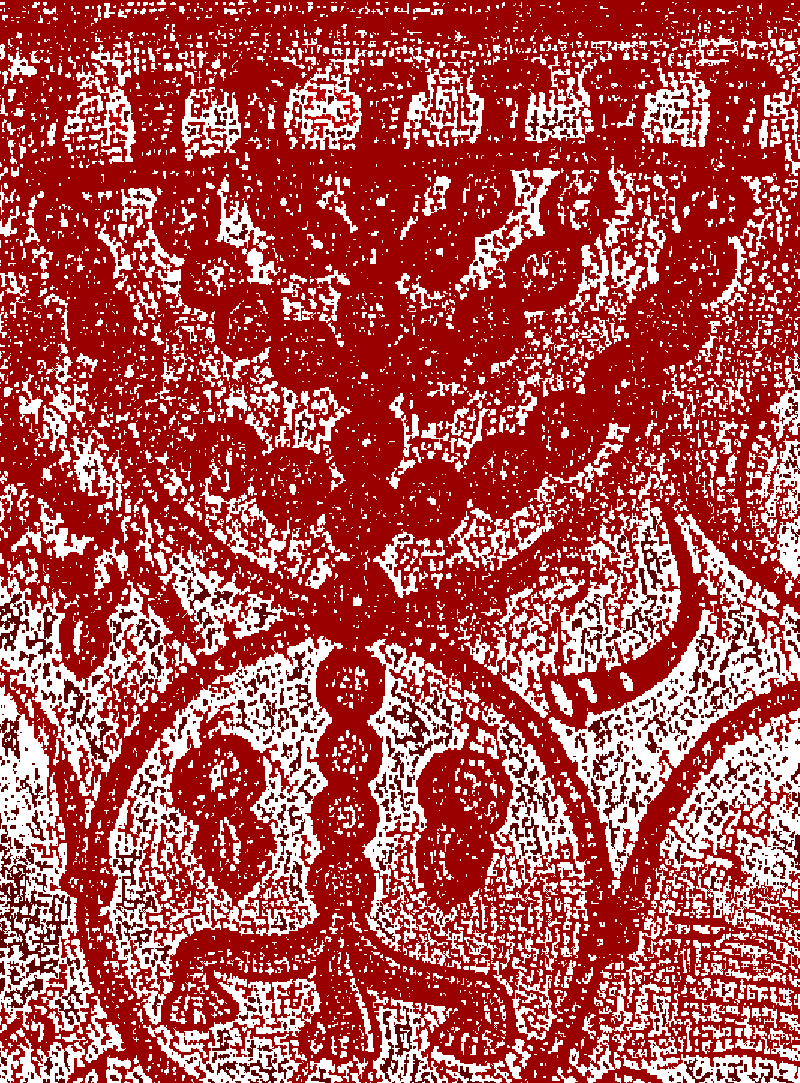
Mosaico del siglo VI EC en el norte del Néguev, Israel, mostrando etrogs en la base de una Menorá

## Requerimientos estéticos

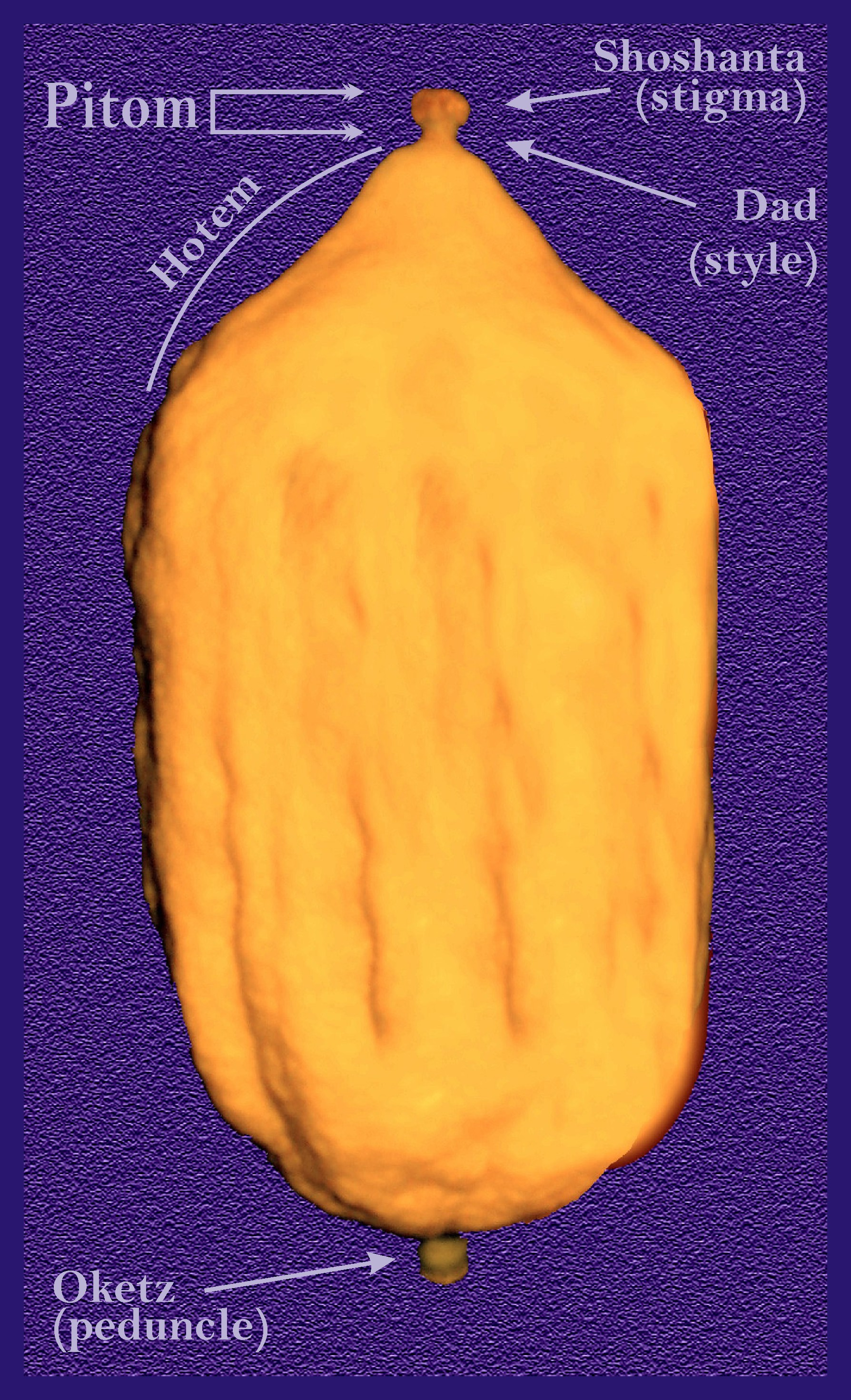
Diagrama con las propiedades halájicas de un etrog.

## Investigación genética

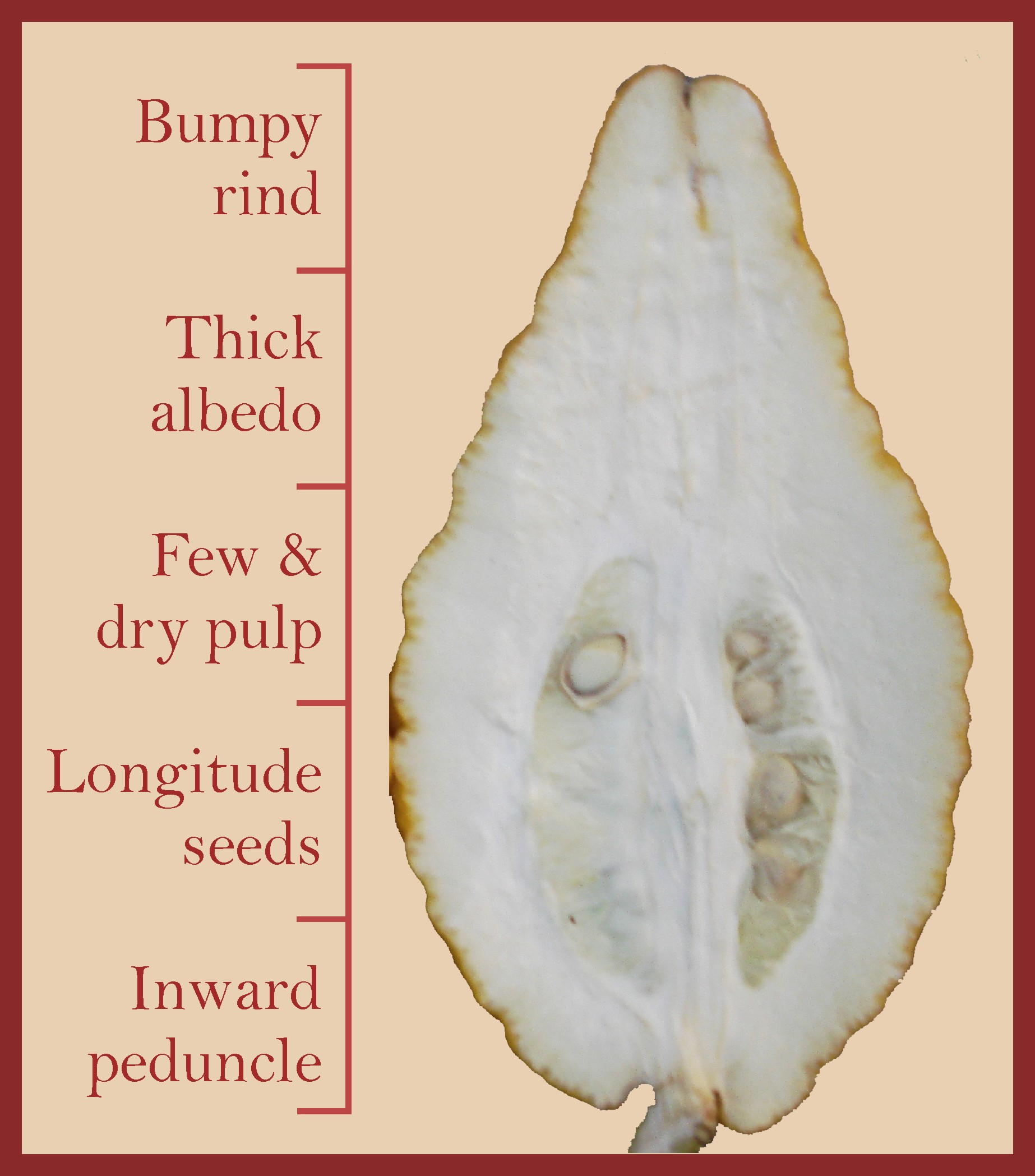
Sección transversal de la variedad Lefkowitz mostrando los signos de pureza.